# Parana
Parana è una frazione del comune italiano di Mulazzo, nella provincia di Massa-Carrara, in Toscana.

## Geografia fisica

### Clima
Dati:https://www.sir.toscana.it/
| Parana             | Gen | Feb | Mar  | Apr  | Mag  | Giu  | Lug  | Ago  | Set  | Ott  | Nov  | Dic |
| ------------------ | --- | --- | ---- | ---- | ---- | ---- | ---- | ---- | ---- | ---- | ---- | --- |
| T. max. media (°C) | 7,0 | 7,8 | 10,0 | 13,9 | 18,3 | 22,4 | 26,1 | 26,4 | 22,8 | 17,6 | 12,1 | 7,9 |
| T. min. media (°C) | 1,4 | 2,2 | 4,5  | 7,3  | 10,3 | 13,2 | 15,8 | 15,9 | 13,0 | 9,3  | 5,7  | 2,6 |

## Origini del nome
Parana deriva da "paro", nel dialetto della Lunigiana, o "pari", in italiano, ovvero "territorio piano, pianeggiante". Questa caratteristica deriva dalla morfologia del suo territorio.

## Monumenti e luoghi d'interesse

### Chiesa di Santa Maria della Neve
La chiesa parrocchiale di Parana è dedicata alla Madonna, sotto il titolo di Santa Maria della Neve. Si trova nella parte più alta del paese, dopo una lunga strettoia di case, per questo è raggiungibile con le automobili solo da una strada sterrata esterna che percorre l'esterno del centro abitato. Riguardo alla sua storia sappiamo che la sua costruzione è antecedente al 1581, anno in cui passò dalla giurisdizione della parrocchia di Sant'Apollinare di Montereggio a quella di San Martino di Mulazzo, in seguito alla separazione dei feudi di Montereggio e Mulazzo appunto, entrambi sottoposti alla giurisdizione di un ramo dei Malaspina. Nel 1584 venne modificata e ricostruita in parte. Nel 1586 la chiesa di Parana diventò parrocchiale e venne istituita la parrocchia autonoma di Parana. Il 18 febbraio 1822 venne tolta alla diocesi di Luni-Sarzana, di cui aveva fatto parte fino a quel tempo ed annessa alla neonata diocesi di Massa, ma il 1 maggio del 1854 passò alla diocesi di Pontremoli, per poi essere integrata nella diocesi di Massa Carrara-Pontremoli nel 1988, in seguito all'accorpamento delle due diocesi. Nel XVII secolo l'edificio venne restaurato ed ampliato.